# R100
R100 foi um dirigível rígido britânico construído pela Companhia Guarantee Airship, uma empresa criada exclusivamente para esta finalidade, como uma subsidiária da indústria de armamentos Vickers-Armstrong .

Outras imagens
O R100 sobrevoando a cidade de Toronto em agosto de 1930.
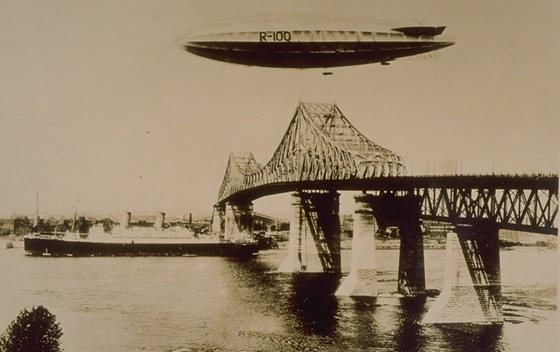
O R100 sobre a Ponte Jacques-Cartier em Montreal.